# Samtgemeinde Sottrum
La comunità amministrativa di Sottrum (Samtgemeinde Sottrum) si trova nel circondario di Rotenburg (Wümme) nella Bassa Sassonia, in Germania.

## Suddivisione
Comprende 7 comuni:
1. Ahausen
2. Bötersen
3. Hassendorf
4. Hellwege
5. Horstedt
6. Reeßum
7. Sottrum

Il capoluogo è Sottrum.